# Vireo solitarius
El vireo solitario (en Costa Rica, Honduras y México) (Vireo solitarius), también denominado vireo cabeciazul o vireo anteojillo (en México) o vireo de anteojos (en Nicaragua), es una especie de ave paseriforme de la familia Vireonidae perteneciente al numeroso género Vireo. Es nativo de América del Norte (donde anida) y América Central y más raramente islas del Caribe (hacia donde migra).

## Distribución y hábitat
Esta especie se reproduce en el centro oeste y sureste de Canadá, noreste y este de Estados Unidos y migra hacia el sur y sureste de Estados Unidos, México, hasta el norte de Nicaragua y raramente en Cuba. Aparte de los países ya mencionados, se registra su presencia en Bahamas; Belice; Islas Cayman; Costa Rica; El Salvador; Guatemala; Honduras; Saint Pierre y Miquelon y Turks y Caicos. Fue registrado como divagante en Jamaica y Panamá.
Su hábitat de reproducción es el bosque boreal y templado y migra hacia una variedad de bosques tropicales y subtropicales secos y húmedos, de tierras bajas o montanos.

## Subespecies
Según la clasificación del Congreso Ornitológico Internacional (IOC) (Versión 6.2, 2016) y Clements Checklist v.2015, se reconocen 2 subespecies, con su correspondiente distribución geográfica:
- Vireo solitarius solitarius (Wilson, 1810) - anida desde Canadá (suroeste de los Northwest Territories y oeste de Alberta al este hasta el suroeste de Newfoundland y Nueva Escocia) al sur en los Estados Unidos hasta el norte de Minnesota, norte de Wisconsin, Pensilvania y Nueva Jersey; migra hacia el sur de los Estados Unidos (centro de Texas al este hasta el centro norte de Carolina del Norte, al sur hasta el centro de Florida), este de México y al sur principalmente hasta el norte de Nicaragua, raramente en el oeste de Cuba e isla de Pinos.
- Vireo solitarius alticola Brewster, 1886 - anida en el sur de los montes Apalaches desde el noreste de Virginia Occidental y oeste de Maryland al sur hasta el norte de Georgia, casualmente en muchos locales al este de las montañas; migra hacia el sureste de Estados Unidos (sureste de Louisiana al este hasta el sur de Carolina del Sur, al sur hasta el sur de Florida).